# Jordi II d'Imerècia
Jordi II (georgià: გიორგი II, Guiorgui II) era el fill gran i va ser successor de Bagrat III d'Imerècia com a mepè (rei) d'Imerècia el 1565. Va morir el 1585.